# Всеволод (Матвієвський)
Всеволод (в миру Матвіє́вський Володи́мир Па́влович; нар. 28 липня 1942, Новофастів Погребищенського району Вінницької області) — архієрей Православної церкви України; єпископ Слов'янський, вікарій Донецької єпархії.

## Біографія
Народився у родині псаломщика. У 1959 р. закінчив Новофастівську середню школу. У 1961 р. закінчив Технічне училище у м. Донецьку. У 1975 р. закінчив гірничий технікум м. Донецька. З 1962 р. працював на шахтах м. Донецька, з перервою у чотири роки, коли служив строкову службу на флоті. Після виходу на пенсію працював викладачем гірничих машин і автоматики у технікумі. У 1999 році закінчив Київську духовну семінарію.
З 1996 по 2002 pp. був секретарем Донецького єпархіального управління. У січні 2003 р. призначений секретарем Луганського єпархіального управління. На час переведення Луганщина не мала своєї єпархії УПЦ КП, тут була тільки одна парафія, під Красним Лучем в селищі Федорівка.
5 лютого 2003 р. Юрієм, єпископом Донецьким і Маріупольським пострижений у чернецтво з ім'ям Всеволод.
9 березня 2003 того ж року з благословення Святішого Патріарха Філарета був піднесений до сану архимандрита.
Рішенням Священного синоду Української православної церкви Київського патріархату від 28 березня 2003 р. секретаря Луганського єпархіального управління архимандрита Всеволода було обрано єпископом Луганським і Старобільським. 
5 квітня 2003 року після всенічного бдіння у Свято-Володимирському патріаршому кафедральному соборі відбувся чин його наречення, який звершили Святійший Патріарх Київський і всієї Руси-України Філарет, архієпископ Житомирський і Овруцький Ізяслав (Карга) та єпископи Переяслав-Хмельницький Димитрій (Рудюк) і Слов'янський Сергій (Горобцов). 
6 квітня 2003 року у Володимирському соборі Києва за Божественною літургією Святійший Патріарх Філарет у співслужінні архієреїв, які брали участь у нареченні, звершив хіротонію архимандрита Всеволода (Матвієвського) во єпископа Луганського і Старобільського.
21 жовтня 2009 року синодом призначений єпископом Слов'янським, вікарієм Донецької єпархії.
15 грудня 2018 року разом із усіма іншими архієреями УПЦ КП взяв участь у Об'єднавчому соборі в храмі Святої Софії.
Удостоєний вищих церковних нагород: Ордену святого рівноапостольного князя Володимира Великого ІІІ ступеня (23 січня 2004 р.)